# Agum III
Agum III est un roi de Babylone, le quatorzième de la dynastie kassite suivant la liste royale de cette ville. Il succède à son père Ulam-Buriash, son règne étant à situer dans les premières décennies du XVe siècle av. J.-C.
Comme pour son prédécesseur, peu de choses sont connues sur lui. Suivant la Chronique des rois anciens, chronique historique rédigée bien après son règne, il a poursuivi la conquête du sud de la Babylonie, le Pays de la Mer, qui avait déjà été envahi par son père. Il aurait alors pris sa capitale, Dur-Enlil, et détruit son grand temple, l'Egalgasheshna, dédié à Enlil. Il achève ainsi l'unification de la Babylonie, laissant ainsi des bases solides à ses successeurs, qui entreprennent la remise en ordre des régions méridionales et de leurs grandes villes (Ur, Uruk, Nippur, etc.) qui avaient connu des périodes difficiles depuis le XVIIe siècle av. J.-C.
Agum III pourrait même avoir poursuivi ses expéditions bien plus au sud, en direction du pays de Dilmun, l'actuelle île de Bahreïn. Parmi la cinquantaine de tablettes cunéiformes de la période kassite retrouvées à cet endroit, une est en effet datée du règne d'un roi babylonien nommé Agum, qui est probablement le troisième du nom. Ce serait alors la plus ancienne attestation de la domination babylonienne sur cette île, qui dura jusqu'aux alentours de 1300 av. J.-C., et la conquête de Dilmun par Babylone daterait du temps d'Agum III.